# Frankenbergerius gomesi
Frankenbergerius gomesi là một loài bọ cánh cứng trong họ Bọ hung (Scarabaeidae).